# Ignacy Loyola
Ignacy Loyola (hiszp. Iñigo López de Oñaz y Loyola; ur. w 1491 w Azpeitii, zm. 31 lipca 1556 w Rzymie) – święty Kościoła katolickiego, duchowny, teolog, prezbiter i założyciel zakonu jezuitów. Jego dewizą była łacińska sentencja Ad maiorem Dei gloriam (Ku większej chwale Boga).

## Życiorys

### Młodość
Urodził się w 1491 roku w zamku Loyola w Azpeitii, jako syn Beltrána Ibáñeza de Oñazy i Mariny Sánchez de Licony. Miał siedmiu braci (m.in. Juana Péreza, Martína Garcię, Beltrána, Ochoę Péreza, Henrando i Pero Lópeza) oraz pięć sióstr (m.in. Juanę, Magdalenę, Petronilę i Sanchę). Ponadto miał dwoje przyrodniego rodzeństwa: Juana Beltrána i Maríę Beltrán. Jego chrzcielnym imieniem było Íñigo, nadane na cześć benedyktyńskiego opata Íñiga z Oña. W dorosłym życiu zmienił imię na Ignacy, co – według pierwszego biografa Loyoli, Pedra de Rivandeneiry – było spowodowane większym upowszechnieniem tego imienia i odwołaniem do biskupa i męczennika Ignacego Antiocheńskiego. W domu rodzinnym Loyolów oprócz ojczystego języka baskijskiego mówiono także po hiszpańsku.
Między 1504 a 1507 roku Íñigo został wysłany do Arévalo do swojego dalszego krewnego Juana Velázqueza de Cuéllara, podskarbiego królestwa Kastylii. Gdy nauczył się czytać i pisać został paziem syna Juana – Hernana. Często uczestniczył w pojedynkach, a także grach hazardowych. Po śmierci Cuéllara, wdowa po nim dała Ignacemu 500 skudów oraz dwa konie i poleciła by udał się do Nájery, gdzie przebywał wicekról Nawarry Antonio Manrique de Lara. Tam Loyola został dworzaninem książęcym. W 1521 roku wziął udział w negocjacjach między kilkoma miastami regionu Gipuzkoa, które zakończyły się polubownym rozwiązaniem. Gdy król Francji Franciszek I najechał królestwo Nawarry, popierając roszczenia Henryka II, Antonio Manrique wyruszył do Segowii domagając się przysłania posiłków do obrony. W Pampelunie pozostawił oddział pod dowództwem Francésa de Beumonta, gdzie znajdował się także Íñigo oraz jego brat Martín Garcia. W trakcie bitwy, 19 maja 1521 roku Francuzi zdobyli miasto i rozpoczęli atakować zamek. Następnego dnia Ignacego trafiła kula wystrzelona z kolubryny, raniąc jedną nogę i łamiąc drugą.

### Nawrócenie
Po otrzymaniu pierwszej pomocy został przewieziony do domu swojej bratowej, Magdaleny de Araoz w Loyoli. Ponieważ pierwsza pomoc została udzielona niechlujnie, lekarze musieli na nowo poskładać połamane kości. 28 czerwca jego stan znacznie się pogorszył, lecz następnego dnia zaczął się stopniowo poprawiać. Według tradycji katolickiej miał wówczas ujrzeć św. Piotra, który go uzdrowił. W wyniku licznych urazów i rekonwalescencji jedna z kości łydki nasunęła się na drugą, dlatego Ignacy zdecydował się na kolejny zabieg polegający na całkowitym usunięciu tej kości. Podczas długiego okresu zdrowienia przeczytał jedyne dwie książki jakie miał dostępne: „Życie Chrystusa” Ludolfa Kartuza i „Złotą legendę” Jakuba de Voraigne’a. W efekcie lektur tych książek, postanowił wziąć przykład z Dominika Guzmána i Franciszka z Asyżu, porzucając dotychczasowy styl życia. Zgodnie z późniejszą tradycją chrześcijańską, miał wówczas ujrzeć Matkę Bożą wraz z Dzieciątkiem Jezus, co utwierdziło go w przekonaniu o słuszności nawrócenia.
Pod koniec lutego 1522 roku wyruszył, wraz z bratem Pero Lópezem, aby spotkać się ze swoim dawnym protektorem. W Navarrete spotkał się z księciem i odebrał kilka dukatów za swoją dawną służbę, a następnie spłacił swoje długi i wyruszył do opactwa w Montserracie, gdzie dotarł około 21 marca. Tam wyspowiadał się z całego życia przed francuskim mnichem Jeanem Chanonem, a następnie odbył całonocne czuwanie przed obrazem Czarnej Madonny. 25 marca oddał swoje odzienie ubogiemu, a sam założył tunikę pielgrzyma i udał się do Manresy. Początkowo zamierzał zostać tam tylko kilka dni, ale ostatecznie spędził tam jedenaście miesięcy. Zatrzymał się w szpitalu św. Łucji, a następnie w klasztorze dominikańskim. Jedną z jego ulubionych lektur tamtego okresu była: „O naśladowaniu Chrystusa”. Zajmował się głównie posługą wśród chorych i ubogich, apostolstwem oraz codzienną, siedmiogodzinną modlitwą. Często przebywał też w jaskini nieopodal miasta nad rzeką Cardener. Tam miał ułożyć pierwszy szkic „Ćwiczeń duchownych”, które potem wielokrotnie poprawiał.
Około 18 lutego 1523 roku opuścił Manresę i udał się do Barcelony, by stamtąd wypłynąć do Rzymu. W Aragonii pozostał około 20 dni, w czasie których rozmawiał z zakonnikami i zakonnicami z gałęzi hieronimickiej. W okolicach 20 marca wypłynął na okręcie do Gaety, zabrawszy ze sobą jedynie wyżebrane pożywienie. Po pięciu dniach rejsu dotarł do półwyspu Apenińskiego i natychmiast wyruszył do Rzymu, obawiając się zarazy. Poprzez Fondi dostał się do Wiecznego Miasta w Niedzielę Palmową 29 marca 1523 roku. Dwa dni później uzyskał zgodę papieża na wyjazd do Ziemi Świętej. 13 albo 14 kwietnia opuścił Rzym i udał się do Padwy, gdzie musiał uzyskać świadectwo zdrowia niezbędne do wejścia do Wenecji. Nie udało mu się go zdobyć, ale nie został skontrolowany i legalnie dostał się do stolicy kupieckiej republiki. Początkowo utrzymywał się z jałmużny, a następnie został ugoszczony przez bogatego Hiszpana. Do Jerozolimy wyruszył wraz Peterem Füsslym i Philippem Hagenem okrętem „Negrona”, dzięki pomocy doży Andrei Grittiego. 14 sierpnia dopłynął do Famagusty na Cyprze, a po pięciu dniach wypłynął z Larnaki do Jafy, gdzie dostał 24 sierpnia. Dopiero po tygodniu grupa pokutników uzyskała zgodę na wejście do miasta i stamtąd wyruszyli na osłach do Jerozolimy. Do docelowego miasta dotarli 4 września i zostali przywitani przez franciszkanów, którzy pełnili funkcję kustoszów Ziemi Świętej. Ignacy planował pozostać tam do końca życia i przedstawił ten plan gwardianowi klasztoru na górze Syjon. Zakonnik był skłonny się na to zgodzić, ale końcowa decyzja należała do prowincjała, który nie udzielił zgody. 3 października opuścił Ziemię Świętą wraz z innymi pątnikami, wypływając z Jafy do Larnaki, gdzie dotarli po jedenastu dniach. Z Cypru Ignacy odpłynął małym statkiem handlowym na początku listopada i do Apulii dotarł pod koniec grudnia. W Wenecji zjawił się w połowie stycznia 1524 roku i zatrzymał się u tego samego bogatego Hiszpana, który udzielił mu gościny przed podróżą do Jerozolimy. Wkrótce potem udał się do Genui, by stamtąd powrócić do Barcelony.

### Studia
Dzięki pomocy trzech osób: Jerónima Ardévola, Inés Pascual i Isabel Roser, Loyola rozpoczął studia z zakresu sztuk wyzwolonych w 1524 roku. W trakcie studiów wznowił praktyki pokutne i czyny miłosierdzia. Usiłował także dokonać reform w żeńskich klasztorach w Barcelonie, gdyż odeszły one od klauzurowej reguły. W 1526 roku wyjechał do Alcali de Henares, by studiować filozofię na tamtejszym uniwersytecie. Oprócz nauki oddawał się ćwiczeniom duchowym i działalności apostolskiej. Ze względu na to oraz na swój ubogi strój, był posądzany o przynależenie do środowiska alumbrados, co zapoczątkowało śledztwa przez inkwizycję. Początkowo prowadzili je Miguel Carrasco i Antonio Meija, z polecenia wielkiego inkwizytora Alfonsa Manrique de Lara y Solísa. Następnie sprawę przejął wikariusz biskupa Toledo Juan Rodríguez de Figueroa, który po przesłuchaniu Ignacego i jego towarzyszy 21 listopada 1526 roku stwierdził, że w ich sposobie życia nie ma nic nagannego. Zalecił jedynie by zmienili nieco ubiór, by nie kojarzył się z zakonnikami. Kolejny proces rozpoczął się 6 marca 1527 roku i dotyczył przyjmowania dużej liczby osób, zwłaszcza kobiet, które nauczał i zachęcał do zmiany swoich postępowań. Dodatkowo miał zachęcić dwie z nich do odbycia długiej pielgrzymki do katedry w Jaén, by nawiedzić Veraicon. W połowie kwietnia Ignacy został aresztowany, choć zezwolono na jego odwiedzanie. Po siedemnastu dniach został przesłuchany przez Figueroę, gdzie zeznał, że usiłował odwieźć dwie kobiety od zamiaru pielgrzymki. Gdy powróciły one do Hiszpanii, potwierdzono zeznania Ignacego i został uniewinniony od zarzutów 1 czerwca. W wyroku zabroniono także pokutnikom wypowiadać się w tematach wiary, do czasu aż uzyskają stosowne wykształcenie.
Na początku lipca 1527 roku Loyola przybył do Salamanki, aby podjąć studia. Niecałe dwa tygodniu później został zaproszony do klasztoru dominikanów, gdzie go przesłuchano i zamknięto. Początkowo przesłuchania prowadzili zakonnicy, a następnie przejął je Sancho Gomez de Frias. Kilka dni później odbyła się rozprawa sądowa, w której uczestniczyło czterech sędziów. Po zadaniu wielu pytań i wysłuchaniu wyczerpujących odpowiedzi, stwierdzili że Loyola i jego towarzysze nie robią niczego nagannego, a jedynie powinni posiąść wykształcenie teologiczne, aby mówić o różnicach w grzechach lekkich i ciężkich.
Wobec tego postanowił udać się do Francji, by podjąć studia na Uniwersytecie Paryskim, jednocześnie nie chcąc łączyć nauki z działalnością apostolską. Po opuszczeniu aresztu udał się do Barcelony, skąd wyruszył do Paryża, gdzie dotarł 2 lutego 1528 roku. Przez pierwsze półtora roku powtórzył materiał ze studiów w Hiszpanii, a następnie rozpoczął naukę na Collège de Montaigu. Początkowo mieszkał w pensjonacie, jednak po utracie pieniędzy musiał żyć na ulicy z jałmużny, a następnie znalazł schronienie w szpitalu św. Jakuba. Z uwagi na problemy w utrzymaniu, co jakiś czas udawał się do Flandrii, by uzyskać pomoc od hiszpańskich kupców. Studia filozoficzne rozpoczął w Collège Sainte-Barbe. Tam jego współlokatorami byli Piotr Faber i Franciszek Ksawery. Kontynuował propagowanie ćwiczeń duchowych wśród studentów, a ponieważ odciągało to ich od zajęć, przełożony kolegium, doktor Gouveia chciał wymierzyć Ignacemu karę chłosty. Kiedy Loyola wyjaśnił mu swoje postępowanie, Gouveia odstąpił od swego zamiaru i prosił o wybaczenie. W 1532 roku uzyskał stopień bakałarza, a 14 marca 1535 roku – tytuł magistra. Podczas studiów uformowała się grupa sześciu osób wokół Ignacego, którzy potem współtworzyli z nim Towarzystwo Jezusowe – Piotr Faber, Franciszek Ksawery, Simão Rodrigues, Diego Laynez, Alfonso Salmerón i Nicolás Bobadilla. 15 sierpnia 1534 roku Loyola i sześciu towarzyszy złożyła śluby w kaplicy Najświętszej Marii Panny w Montmartre, podczas mszy, której przewodniczył jedyny kapłan – Piotr Faber. Forma tych ślubów nie jest do końca znana; prawdopodobnie zakładała podróż do Jerozolimy i oddanie się do dyspozycji papieża, gdyby nie mogli działać w Ziemi Świętej. Przyrzeczenia te były odnawiane przez kolejne dwa lata, zawsze w dzień Wniebowzięcia Najświętszej Maryi Panny. W tym czasie do początkowej grupy dołączyli Claude Le Jay, Jean Codure i Paschase Broët.
Po opuszczeniu Paryża, jesienią 1536 roku Ignacy otrzymał list z uniwersytetu, że studiował teologię przez półtora roku. Nie chciał uzyskiwać dyplomu z paryskiej uczelni, gdyż wymagało by to co najmniej pięciu lat studiów.

### Działalność
Z powodu słabego zdrowia (kamica żółciowa) postanowił powrócić na pewien czas w rodzinne strony. W kwietniu 1535 roku przybył do Azpeitii, lecz odrzucił zaproszenie od swojego brata Martína Garcii i poprosił o gościnę w szpitalu św. Magdaleny. Nauczał dzieci katechizmu, skupił się na godzeniu skłóconych małżeństw i wykorzenianiu konkubinatu. W lipcu 1535 roku wyruszył w podróż, odwiedzając kilka miast hiszpańskich (m.in. Pampelunę, Obanos, Almazán, Sigüenzę, Madryt, Toledo, Segorbe, Alturę i Walencję), a następnie wypłynął do Italii. Do Genui dotarł pod koniec 1535 roku i postanowił dokończyć swoje studia teologiczne w Bolonii. Przebywał tam jednak krótko, bowiem przed Bożym Narodzeniem zachorował i jeszcze przed końcem roku opuścił miasto, udając się do Wenecji. Tam poznał arcybiskupa Chieti Giovanniego Pietra Carafę, współzałożyciela zakonu teatynów. Mężczyźni nie zgadzali się ze sobą w sprawach wizji zakonów i wkrótce potem ich drogi rozeszły się. Gdy do Wenecji dotarli przyjaciele Ignacego z Paryża, mieli zamiar udać się do Ziemi Świętej, lecz nie było to możliwe ze względu na brak statków płynących w tamtym kierunku. Czekając na okręt, postanowili przyjąć święcenia kapłańskie, na które wyraził zgodę penitencjariusz większy Antonio Pucci. Ignacy Loyola, Nicolás Bobadilla, Diego Laynez, Franciszek Ksawery, Simão Rodrigues, Alfonso Salmerón i Jean Codure otrzymali święcenia diakonatu 17 czerwca 1537 roku. Tydzień później święcenia prezbiteratu, z rąk biskupa Arbe Vincenza Nigusantiego otrzymali wszyscy z wyjątkiem Alfonsa Salmeróna, który nie miał jeszcze skończonych 22 lat.
Po przyjęciu święceń rozdzieli się, by głosić Ewangelię i dzieło miłosierdzia – Ignacy wraz Laynezem i Faberem udali się do Vicenzy, a następnie do Rzymu. Przebywając w Vicenzy zrodziła się nazwa „Towarzystwo Jezusowe” (wł. Compagnia di Gesù), mimo że jeszcze nie było planów założenia nowego zakonu. Według tradycji katolickiej, podczas podróży do Rzymu, Ignacy i jego towarzysze zatrzymali się w kapliczce w La Storcie, gdzie Loyola miał doznać wizji przyłączenia siebie do Jezusa przez Boga.

### Towarzystwo Jezusowe

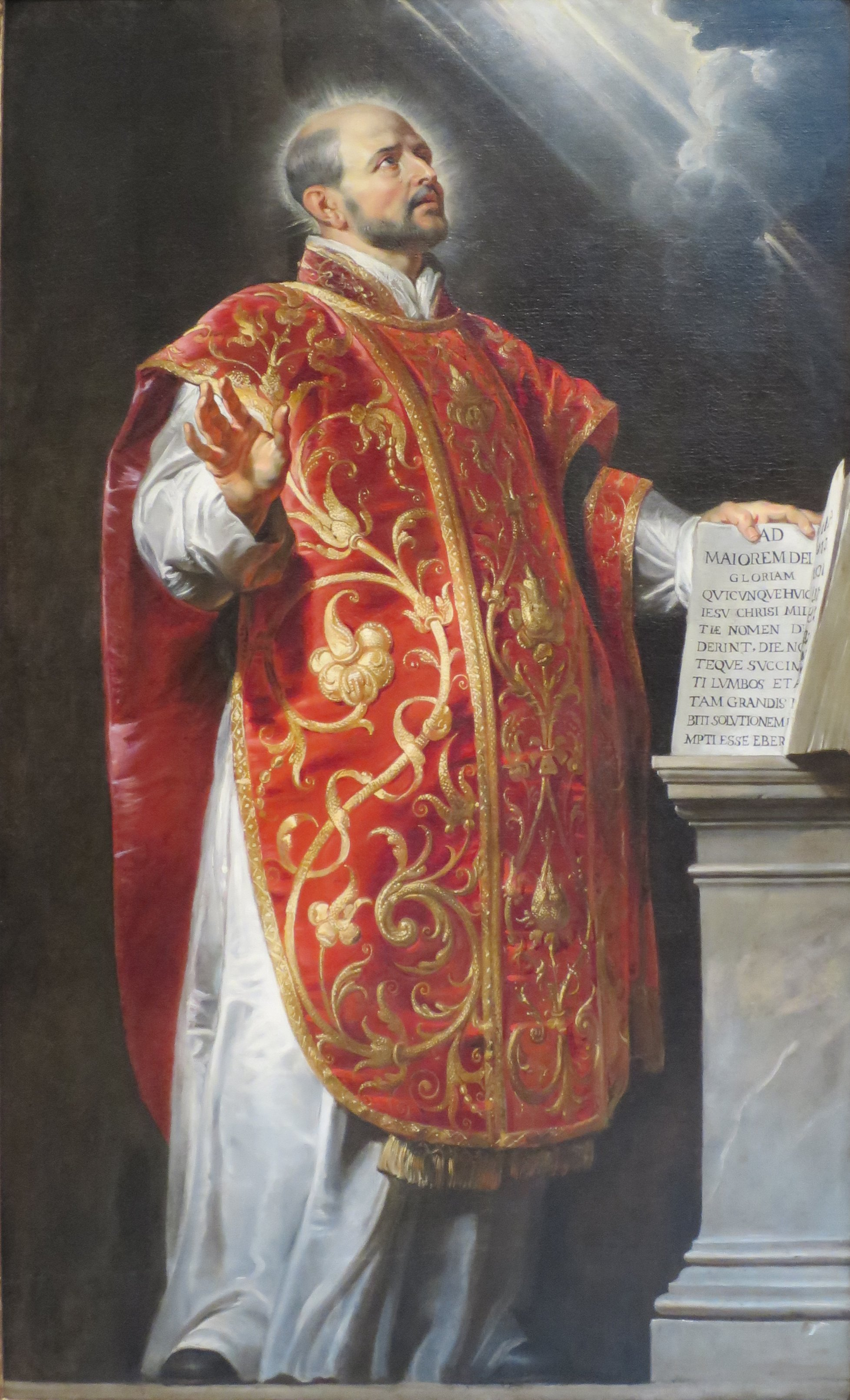
Św. Ignacy Loyola założyciel jezuitów, portret Rubensa

W 1538 roku w Rzymie zaczęto podejrzewać, że Ignacy i jego towarzysze są potajemnymi luteranami i rozsiewano plotki na ten temat, które szybko dotarły do dziekana Kolegium Kardynałów Giovanniego Domenica de Cupisa. Loyola udał się do kardynała i wyjaśnił mu wszystkie wątpliwości, dzięki czemu został szybko oczyszczony z zarzutów. W czerwcu tego samego roku, oskarżenia znowu przybrały na sile, dlatego 7 lipca Ignacy wniósł do kardynała Gianvincenza Carafy prośbę o wydanie wyroku sądowego. W drugiej połowie sierpnia spotkał się z Pawłem III, którego również prosił o zbadanie działalności przyszłych jezuitów. Dzięki uzyskanym świadectwom z poprzednich procesów, 18 listopada 1538 roku rzymski gubernator Benedetto Conversini wydał wyrok uniewinniający i podkreślający wzorowe życie Loyoli i towarzyszy. Między 18 a 23 listopada oddali się oni do dyspozycji papieżowi, rezygnując z pielgrzymki do Ziemi Świętej. W bożonarodzeniową noc 1538 roku, w bazylice Matki Bożej Większej Ignacy odprawił swoją mszę prymicyjną.

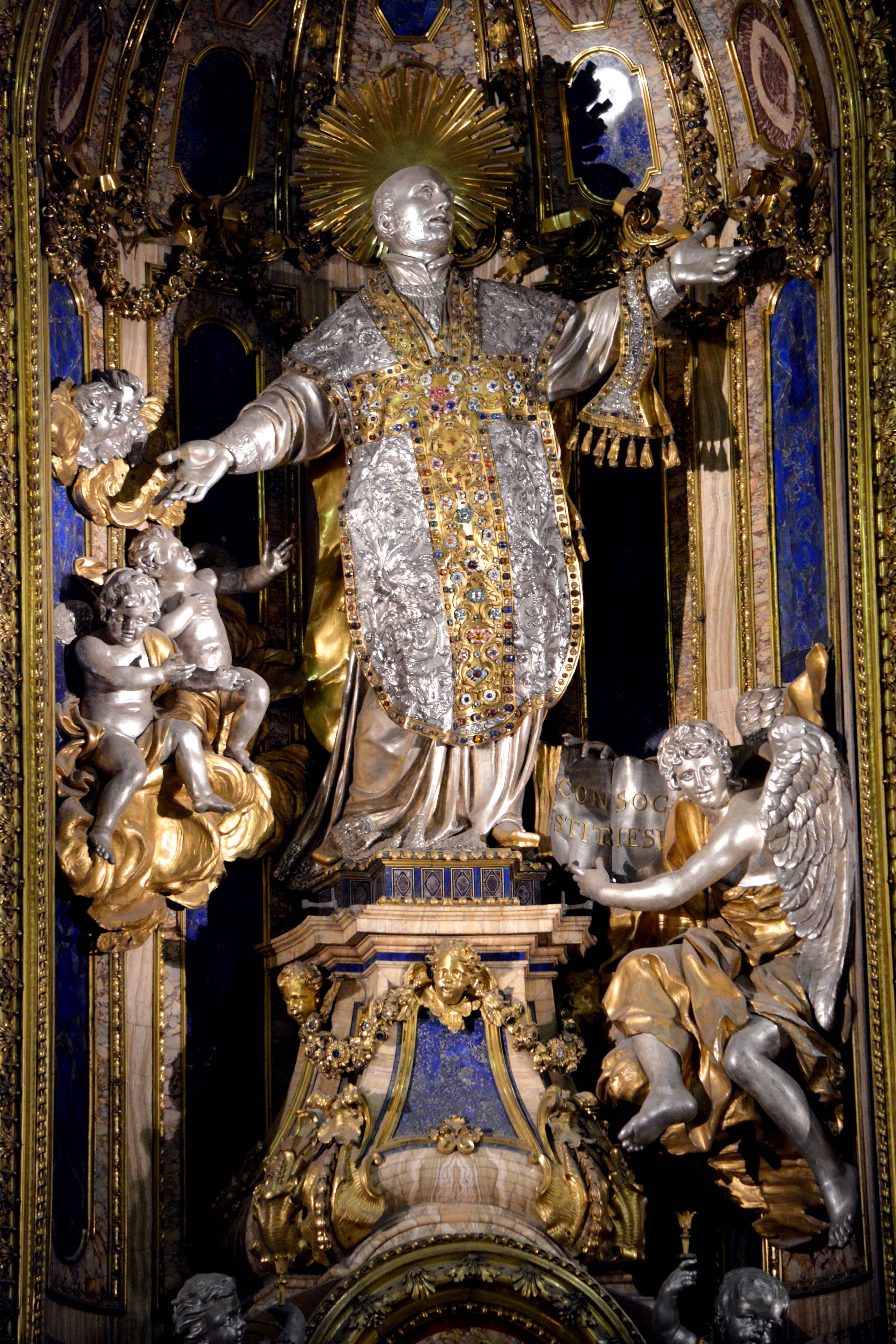
Ołtarz św. Ignacego Loyoli, Il Gesù

Wkrótce potem Loyola i jego przyjaciele oddali się pracy duszpasterskiej i dziełom miłosierdzia. Ponieważ napływały liczne prośby o to, aby te misje sprawować także poza terenem Italii, między innymi W Indiach i Ameryce. Ignacy zdał sobie wówczas sprawę, że trwałość małej wspólnoty będzie zagrożona, gdy jej członkowie rozjadą się po świecie. Narady pierwszych jezuitów rozpoczęły się w marcu i trwały do 24 czerwca 1539 roku. 15 kwietnia podjęli decyzję, że trzeba utworzyć nowy zakon, w którym będą składać dodatkowe śluby posłuszeństwa papieżowi. Po zakończeniu obrad kilku towarzyszy Ignacego musiało udać się z misjami do innych miast, natomiast Loyola pozostał w Rzymie i zaczął spisywać pierwszą „Formułę Instytutu”. Na przełomie czerwca i lipca kardynał Gasparo Contarini oddał dokument papieżowi, a ten polecił jego zbadanie dominikaninowi Tommasowi Badii, który uznał Formułę za zgodną z wykładnią Kościoła. Paweł III polecił sekretarzowi Brewe Apostolskich Girolamo Ghinucciemu, opracowanie formalnego zatwierdzenia, jednak kardynał skierował sprawę do Kancelarii Apostolskiej. Wobec tego papież zwrócił się do kardynała Bartolomea Guidiccioniego, który początkowo był nieprzychylny powoływaniu nowego zakonu, jednak ostatecznie się zgodził, pod warunkiem ograniczenia profesów wieczystych do sześćdziesięciu. Opracował bullę Regimini militantis Ecclesiae, powołującą Towarzystwo Jezusowe, którą Paweł III ogłosił 27 września 1540 roku w Rzymie.
W ciągu następnego roku Ignacy starał się sprowadzić do Rzymu wszystkich swoich towarzyszy, aby opracować Konstytucję zakonną i wybrać generała. Dokument został opracowany w marcu 1541 roku przez Loyolę i Codure’a, a następnie podpisany przez sześciu obecnych jezuitów. 5 kwietnia głosy oddali: Ignacy Loyola, Jean Codure, Alfonso Salmerón, Claude Le Jay, Diego Laynez i Paschase Broët, a listownie swoje głosy przesłali Franciszek Ksawery, Simão Rodrigues i Piotr Faber. Głos Nicolása Bobadilli nie dotarł do Rzymu. Po trzech dniach podliczono głosy i okazało się, że wszyscy zagłosowali na Loyolę, prócz niego samego. Ignacy początkowo odmówił objęcia urzędu i poprosił o zastanowienie się i powtórne głosowanie. Odbyło się ono 13 kwietnia i dało jednakowy rezultat. Loyola ponownie odmówił i stwierdził, że musi poprosić o radę spowiednika. Udał się do klasztoru San Pietro in Montorio, gdzie spowiadał się u franciszkanina Teodosia de Lodiego, a ten zdecydowanie zalecił mu przyjęcie wyboru i przedstawił tę decyzję także na piśmie. 19 kwietnia Loyola zgodził się zostać pierwszym generałem zakonu, a trzy dni później, w bazylice św. Pawła za Murami pierwsi jezuici złożyli uroczyście profesję wieczystą.
Po wyborze na generała zakonu, Ignacy skupił się na apostolstwie i dziełach miłosierdzia. W pierwszej połowie lat 40. XVI wieku, z pomocą Gerolamy Orsini i Małgorzaty Austriaczki, otworzył dwa domy dla żydowskich katechumenów. Założył także Dzieło św. Marty, które miało wspierać kobiety trudniące się prostytucją, które chcą zmienić swoje życie, bez konieczności wstępowania do klasztoru. Celem nakłonienia ludzi chorych do przyjmowania namaszczenia chorych, starał się przywrócić dawny dekret (w złagodzonej formie) nakazujący lekarzom zaprzestania leczenie, jeśli pacjent trzykrotnie odmawiał przyjęcia sakramentu. Udało mu się to zrobić tylko częściowo, bowiem prawo wprowadził gubernator Rzymu na terenie miasta, a nie papież. Między innymi dzięki pomocy Franciszka Borgiasza, w 1551 roku doprowadził do powstania Kolegium Rzymskiego (przekształconego potem w Papieski Uniwersytet Gregoriański), które w krótkim okresie zaczęło przyciągać studentów nie tylko jezuickich, ale też ze szkół publicznych.
Jeszcze zanim Ignacy został generałem jezuitów zaczął przygotowywać schemat Konstytucji zakonu. Nad dokumentem pracował od 1541 roku, a po sześciu latach zintensyfikował pracę dzięki pomocy nowego sekretarza – Juana Alfonsa de Polanci. Konstytucja została ukończona w 1550 roku, jednak dwa lata później powstała jej kolejna wersja. W następnych latach jeszcze poprawiał dokument, aż do swojej śmierci. Zatwierdzono ją na pierwszej Kongregacji Generalnej w 1558 roku.
W 1543 roku do Loyoli zgłosiły się trzy kobiety: Isabel Roser, Isabel de Josa (zastąpiona później przez Lurcezię di Biadene) i Francisca Cruillas, które pragnęły podążać drogą jezuicką. Wobec stanowczej odmowy Ignacego, kobiety zwróciły się do papieża o możliwość złożenia ślubów zakonnych w Towarzystwie Jezusowym. Paweł III wyraził zgodę i kobiety złożyły profesję 25 grudnia 1545 roku. Wkrótce potem Roser zaczęła oskarżać jezuitów o wykorzystanie jej dawnego majątku, co doprowadziło do kontroli rachunkowej. Okazało się, że zakon wydał więcej niż otrzymał, wobec czego doszło do spotkania ojców z jezuitkami. 1 października 1546 roku Ignacy zwolnił ze ślubów wszystkie trzy kobity, otrzymawszy zawczasu papieską zgodę.
Wobec szerzącego się protestantyzmu, Loyola najbardziej bał się o sytuację w Niemczech i Anglii. Do Niemiec wysłał swoich bliskich współpracowników, nakazał odprawianie specjalnych mszy za te kraje oraz świecenie przykładem pobożnego życia. Dodatkowo w 1552 roku założył w Rzymie Kolegium Germańskie. Misja na Wyspach Brytyjskich zakończyła się niepowodzeniem i jezuici musieli szybko wrócić do Rzymu. Dzięki działaniom Ignacego, w Hiszpanii powstało kilkanaście kolegiów jezuickich, jeszcze za jego życia. W Portugalii Towarzystwo Jezusowe rozwijało się najszybciej w porównaniu z innymi krajami, jednak zaczęło tam dochodzić do naruszania reguły, ułożonej przez Simão Rodriguesa. Wobec tego Loyola skierował do członków prowincji portugalskiej jedne ze swoich najbardziej znanych pism: „List o doskonałości” i „List o posłuszeństwie”. Poza prowincjami w Europie zadbał także o rozwój Towarzystwo Jezusowego na innych kontynentach. W pierwszej kolejności utworzono prowincje w Indiach i Brazylii. Jeszcze za życia założyciela zakonu, powstała także misja w Meksyku. Usiłował także założyć misję w Etiopii, by połączyć Kościół koptyjski z rzymskim.
W lutym 1556 roku poważnie zachorował i musiał zaprzestać odprawiania mszy. Pod koniec czerwca jego stan znacznie się pogorszył i został przewieziony w spokojniejsze miejsce. Jednak 27 lipca ponownie przeniesiono go do domu Santa Maria della Strada. Zmarł w Rzymie 31 lipca, około godziny 7 rano. Został pochowany w Kościele Najświętszego Imienia Jezus.
Słowo „jezuici” pojawia się po raz pierwszy w 1544 i było reprymendą stosowaną wobec osób świętoszkowatych i powierzchownie religijnych. Szybko przylgnęło do jezuitów i choć sam Ignacy nigdy go nie używał, zakon je zaakceptował i sam stosuje jako nieformalną nazwę. W momencie śmierci Loyoli zakon liczył już około 1000 członków (ale tylko tylko najwyżej 38 po czwartych ślubach) i miał 100 domów zakonnych w 11 prowincjach.

## Kult
Beatyfikował go Paweł V 3 grudnia 1609 roku, a kanonizacji dokonał Grzegorz XV 12 marca 1622 roku.
Jego wspomnienie liturgiczne obchodzone jest w dies natalis (31 lipca).
Jest patronem trzech baskijskich diecezji, matek oczekujących potomstwa, żołnierzy, zakonu jezuitów, kuszonych, rekolekcjonistów i rekolektantów, Wojskowego Ordynariatu Filipin, arcybiskupstwa Baltimore. W ikonografii przedstawiany jest w sutannie i birecie bądź w stroju pielgrzyma lub rycerza. Jego artybutami są m.in. Chrystogram IHS, globus, księga, krucyfiks i łzy w płomieniach.

## Genealogia
| |                                                                                         |                                                                                         |                                                                                         |                                        |                                        |                                        |                                        | Lope de Oñaz ok. 1180                                      |                                                            |                                                            |                                                            |                                               |                                               |                                               |                                               |                                                     |                                                     |                                                     |                                                     |
| |                                                                                         |                                                                                         |                                                                                         |                                        |                                        |                                        |                                        |                                                            |                                                            |                                                            |                                                            |                                               |                                               |                                               |                                               |                                                     |                                                     |                                                     |                                                     |
| |                                                                                         |                                                                                         |                                                                                         |                                        |                                        |                                        |                                        | García López de Oñaz ok. 1221                              |                                                            |                                                            |                                                            |                                               |                                               |                                               |                                               |                                                     |                                                     |                                                     |                                                     |
| |                                                                                         |                                                                                         |                                                                                         |                                        |                                        |                                        |                                        |                                                            |                                                            |                                                            |                                                            |                                               |                                               |                                               |                                               |                                                     |                                                     |                                                     |                                                     |
| |                                                                                         |                                                                                         |                                                                                         |                                        |                                        |                                        |                                        | López García de Oñaz ok. 1261 OO Inés, pani na Loyoli      |                                                            |                                                            |                                                            |                                               |                                               |                                               |                                               |                                                     |                                                     |                                                     |                                                     |
| |                                                                                         |                                                                                         |                                                                                         |                                        |                                        |                                        |                                        |                                                            |                                                            |                                                            |                                                            |                                               |                                               |                                               |                                               |                                                     |                                                     |                                                     |                                                     |
| |                                                                                         |                                                                                         |                                                                                         |                                        |                                        |                                        |                                        | Inés de Oñaz y Loyola koniec XIII w. OO Juan Pérez         |                                                            |                                                            |                                                            |                                               |                                               |                                               |                                               |                                                     |                                                     |                                                     |                                                     |
| |                                                                                         |                                                                                         |                                                                                         |                                        |                                        |                                        |                                        |                                                            |                                                            |                                                            |                                                            |                                               |                                               |                                               |                                               |                                                     |                                                     |                                                     |                                                     |
| |                                                                                         |                                                                                         |                                                                                         |                                        |                                        |                                        |                                        |                                                            |                                                            |                                                            |                                                            |                                               |                                               |                                               |                                               |                                                     |                                                     |                                                     |                                                     |
| Juan Pérez | Juan Pérez                                                                              | Juan Pérez                                                                              | Juan Pérez                                                                              |                                        |                                        |                                        |                                        | Gil López de Oñaz                                          | Gil López de Oñaz                                          | Gil López de Oñaz                                          | Gil López de Oñaz                                          |                                               |                                               |                                               |                                               |                                                     |                                                     | pięciu innych braci                                 | pięciu innych braci                                 |
| |                                                                                         |                                                                                         |                                                                                         |                                        |                                        |                                        |                                        |                                                            |                                                            |                                                            |                                                            |                                               |                                               |                                               |                                               |                                                     |                                                     |                                                     |                                                     |
| Beltrán Yáñez (lub Ibáñez) de Loyola zm. 1405 OO Ochanda Martínez de Leete z Azpeitia                                            |                                                                                         |                                                                                         |                                                                                         |                                        |                                        |                                        |                                        |                                                            |                                                            |                                                            |                                                            |                                               |                                               |                                               |                                               |                                                     |                                                     |                                                     |                                                     |
| |                                                                                         |                                                                                         |                                                                                         |                                        |                                        |                                        |                                        |                                                            |                                                            |                                                            |                                                            |                                               |                                               |                                               |                                               |                                                     |                                                     |                                                     |                                                     |
| |                                                                                         |                                                                                         |                                                                                         |                                        |                                        |                                        |                                        |                                                            |                                                            |                                                            |                                                            |                                               |                                               |                                               |                                               |                                                     |                                                     |                                                     |                                                     |
| Sancha Ibáñez de Loyola 4 III 1413 OO Lope García de Lazcano                                                                     | Sancha Ibáñez de Loyola 4 III 1413 OO Lope García de Lazcano                            | Sancha Ibáñez de Loyola 4 III 1413 OO Lope García de Lazcano                            | Sancha Ibáñez de Loyola 4 III 1413 OO Lope García de Lazcano                            |                                        | Juan Pérez de Loyola                   | Juan Pérez de Loyola                   | Juan Pérez de Loyola                   | Juan Pérez de Loyola                                       |                                                            | Maria Beltranche                                           | Maria Beltranche                                           |                                               | Elvira                                        | Elvira                                        |                                               | Emilia                                              | Emilia                                              | Juanecha                                            | Juanecha                                            |
| |                                                                                         |                                                                                         |                                                                                         |                                        |                                        |                                        |                                        |                                                            |                                                            |                                                            |                                                            |                                               |                                               |                                               |                                               |                                                     |                                                     |                                                     |                                                     |
| Juan Pérez de Loyola OO Sancha Pérez de Iraeta zm. 1473                                                                          |                                                                                         |                                                                                         |                                                                                         |                                        |                                        |                                        |                                        |                                                            |                                                            |                                                            |                                                            |                                               |                                               |                                               |                                               |                                                     |                                                     |                                                     |                                                     |
| |                                                                                         |                                                                                         |                                                                                         |                                        |                                        |                                        |                                        |                                                            |                                                            |                                                            |                                                            |                                               |                                               |                                               |                                               |                                                     |                                                     |                                                     |                                                     |
| Beltrán Yáñez (lub Ibáñez) de Oñaz y Loyola zm. 23 X 1507 13 VII 1467 OO Marina Sáenz (lub Sánchez) de Licona zm. przed 6 V 1508 |                                                                                         |                                                                                         |                                                                                         |                                        |                                        |                                        |                                        |                                                            |                                                            |                                                            |                                                            |                                               |                                               |                                               |                                               |                                                     |                                                     |                                                     |                                                     |
| |                                                                                         | [ d ]                                                                                   |                                                                                         |                                        |                                        |                                        |                                        |                                                            |                                                            |                                                            |                                                            |                                               |                                               |                                               |                                               |                                                     |                                                     |                                                     |                                                     |
| |                                                                                         |                                                                                         |                                                                                         |                                        |                                        |                                        |                                        |                                                            |                                                            |                                                            |                                                            |                                               |                                               |                                               |                                               |                                                     |                                                     |                                                     |                                                     |
| Juan Pérez de Loyola zm. 1503 | Juan Pérez de Loyola zm. 1503                                                           | Ochoa Pérez de Loyola                                                                   | Ochoa Pérez de Loyola                                                                   | Juan Beltrán de Loyola                 | Juan Beltrán de Loyola                 | Hernando de Loyola                     | Hernando de Loyola                     | Pero López de Oñaz y Loyola zm. przed VII 1529             | Pero López de Oñaz y Loyola zm. przed VII 1529             | Magdalena de Loyola OO Juan López de Gallaiztegui          | Magdalena de Loyola OO Juan López de Gallaiztegui          | Sancha Ibáñez de Loyola                       | Sancha Ibáñez de Loyola                       | Maria Beltrán de Loyola OO Domingo de Arruado | Maria Beltrán de Loyola OO Domingo de Arruado | Iñigo López de Loyola ur. 23 X 1491 zm. 31 VII 1556 | Iñigo López de Loyola ur. 23 X 1491 zm. 31 VII 1556 | Iñigo López de Loyola ur. 23 X 1491 zm. 31 VII 1556 | Iñigo López de Loyola ur. 23 X 1491 zm. 31 VII 1556 |
| Martín García de Oñaz y Loyola ur. 1477 zm. 29 XI 1538 11 IX 1498 OO Magdalena de Araoz                                          | Martín García de Oñaz y Loyola ur. 1477 zm. 29 XI 1538 11 IX 1498 OO Magdalena de Araoz | Martín García de Oñaz y Loyola ur. 1477 zm. 29 XI 1538 11 IX 1498 OO Magdalena de Araoz | Martín García de Oñaz y Loyola ur. 1477 zm. 29 XI 1538 11 IX 1498 OO Magdalena de Araoz | Beltrán de Loyola zm. przed 14 XI 1527 | Beltrán de Loyola zm. przed 14 XI 1527 | Beltrán de Loyola zm. przed 14 XI 1527 | Beltrán de Loyola zm. przed 14 XI 1527 | Juaniza (lub Joaneiza) de Loyola OO Juan Marínez de Alzaga | Juaniza (lub Joaneiza) de Loyola OO Juan Marínez de Alzaga | Juaniza (lub Joaneiza) de Loyola OO Juan Marínez de Alzaga | Juaniza (lub Joaneiza) de Loyola OO Juan Marínez de Alzaga | Petronila de Loyola OO Pedro Ochoa de Arriola | Petronila de Loyola OO Pedro Ochoa de Arriola | Petronila de Loyola OO Pedro Ochoa de Arriola | Petronila de Loyola OO Pedro Ochoa de Arriola |                                                     |                                                     |                                                     |                                                     |